# كينيث جي. روس
كينيث جي. روس (بالإنجليزية: Kenneth G. Ross)‏ هو كاتب مسرحي وكاتب أغاني وكاتب سيناريو وشاعر أسترالي، ولد في 4 يونيو 1941 في برانزويك الشرقية ‏ في أستراليا.

## وصلات خارجية
- كينيث جي. روس على موقع IMDb (الإنجليزية)
- كينيث جي. روس على موقع قاعدة بيانات الفيلم (الإنجليزية)